# Calcinus orchidae
Calcinus orchidae is een tienpotigensoort uit de familie van de Diogenidae. De wetenschappelijke naam van de soort is voor het eerst geldig gepubliceerd in 1997 door Poupin.